# コールドウェル郡 (ルイジアナ州)
コールドウェル郡（英: Caldwell Parish）は、アメリカ合衆国ルイジアナ州の北部に位置する郡である。2010年国勢調査での人口は10,132人であり、2000年の10,560人から4.1％減少した。郡庁所在地はコロンビア（人口390人）であり、同郡で人口最大の町はクラークス（人口1,017人）である。郡内には3つの町があるが、郡民は田園部に多く住んでいる。

## 歴史

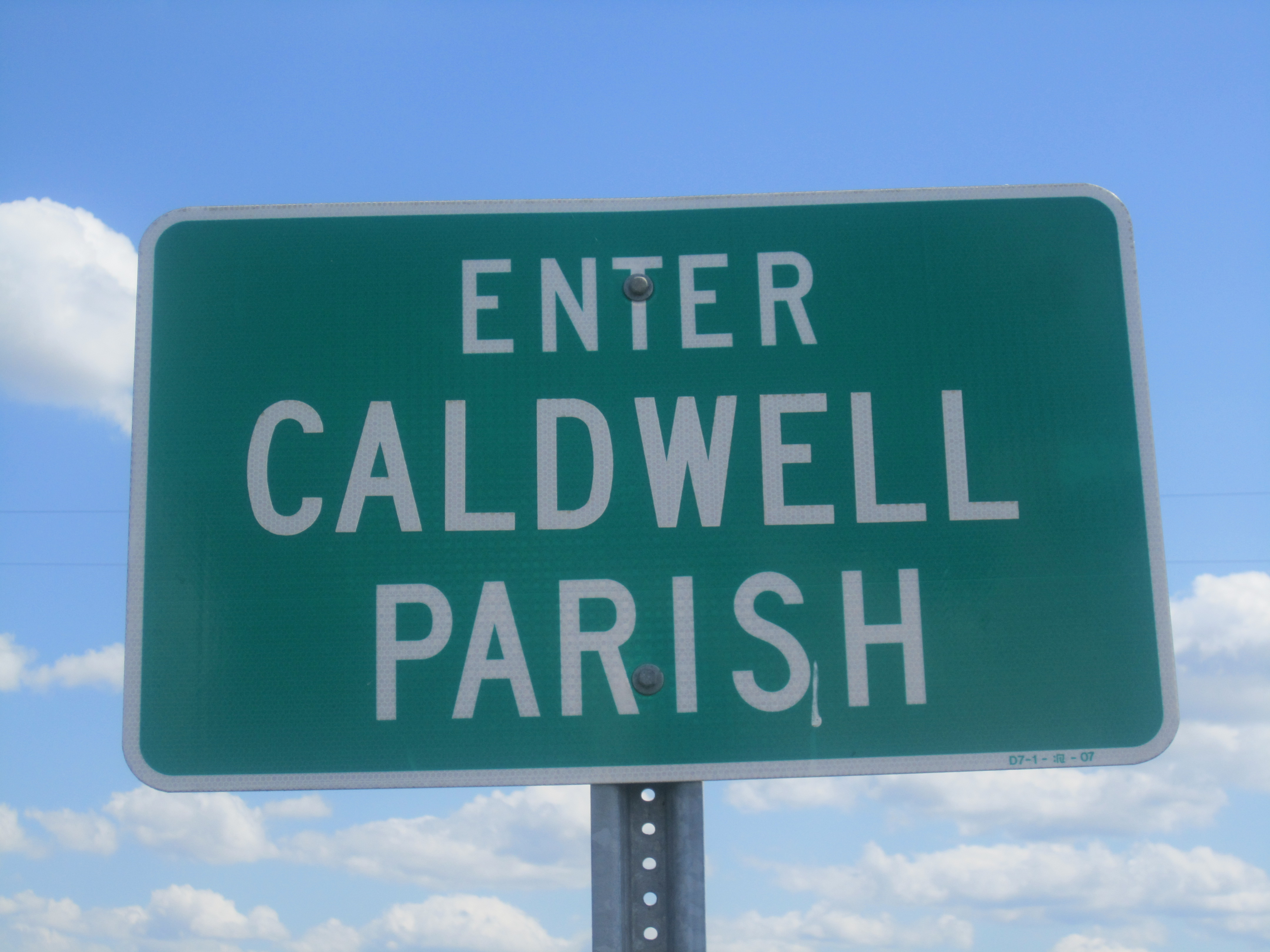
コールドウェル郡境の標識

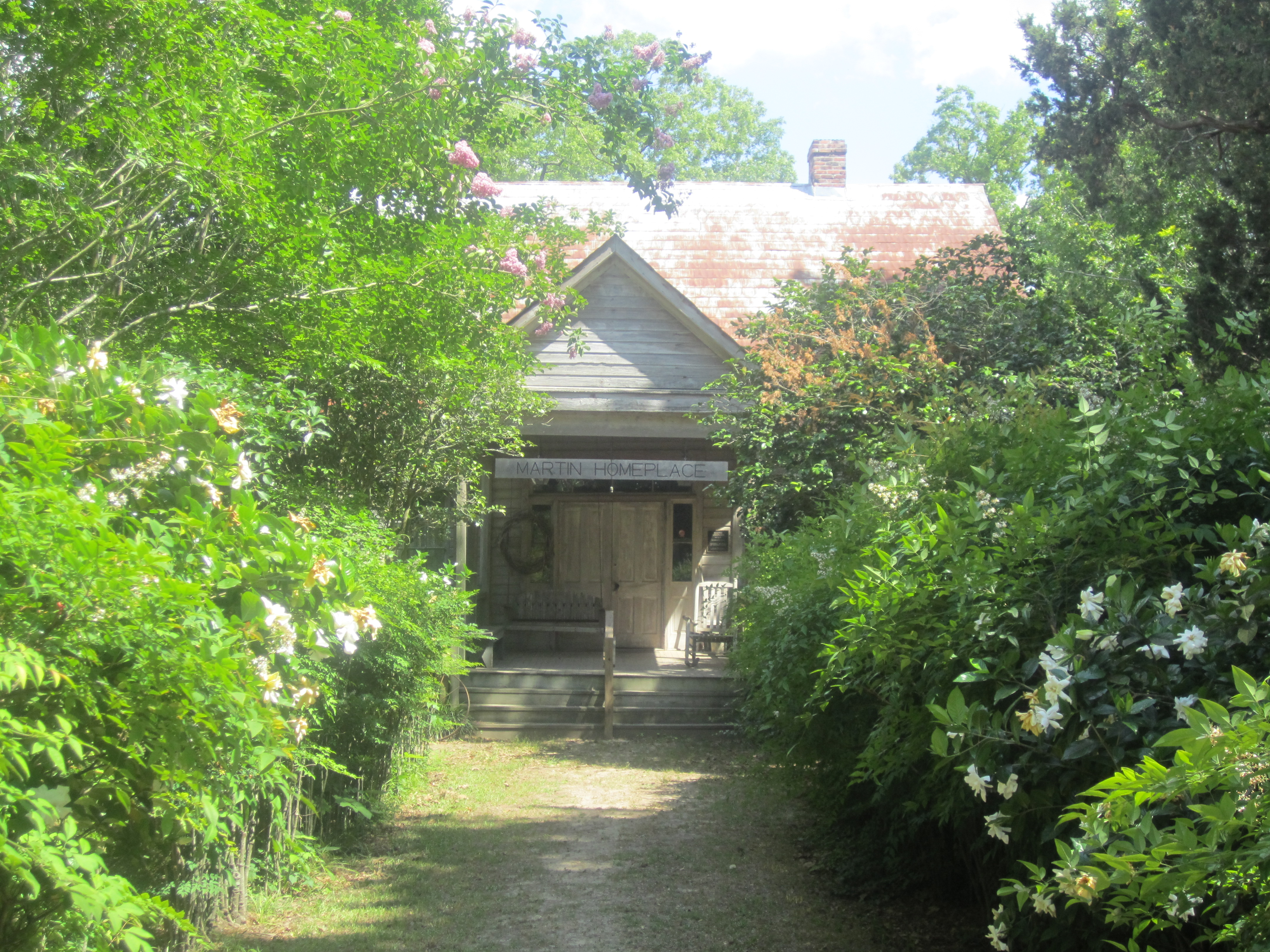
コロンビア郊外のマーティン・ホームプレイス博物館

コールドウェル郡は元々カタホウラ郡とワシタ郡の一部だったが、1838年3月6日に現在の領域で設立された。初期開拓者は1803年のルイジアナ買収直後には入ってきていた記録がある。郡庁所在地のコロンビアは1827年にワシタ川の自然の渡し場沿いに設立された。ワシタ川はその自然美で国内に知られた。ワシタ川によってその東はデルタ地帯の農地と湿地、西側は松林の多い丘陵に分かれている。1800年代、コロンビアは木材や綿花を運ぶための蒸気船の停泊町になった。林業と農業は現在でも郡の主要産業であり続けている。

## 現在のコールドウェル郡
コールドウェル郡は地形や植生が大変多様であるので、コペンハーゲン近くには1,000エーカー (4 km2) の保護地がある。ここは自然保護局が運営しており、各地から植物学や考古学に興味ある者達が集まってきている。ルイジアナ大学モンロー校はヒューベンド近くに100エーカー (0.4 km2) の屋外教室があり、専ら樹木の分類に使われている。アメリカ陸軍工兵司令部もロック・アンド・ダム道路沿いにやはり屋外保護地を所有している。川、湖およびバイユーのある広さ65,000エーカー (260 km2) のビーフ野生生物保護区は、狩猟者や釣り人を惹き付けており、あらゆる面でスポーツマンの天国になっている。
コールドウェル郡では1956年からルイジアナ芸術とフォーク・フェスティバルが開催されている。毎年10月第2週の週末に、コロンビアのメインストリートで開かれており、数百の絵画工芸品、娯楽、料理が楽しめ、コールドウェル郡の歴史と文化を祝っている。このメインストリートにある歴史あるシェピス・ビルディングはルイジアナ美術館となっており、巡回展示を行っている。またアメリカ合衆国国家歴史登録財に指定されている。マーティン・ホームプレイス博物館は、1816年に特許されたスペインの土地に1878年に建てられた農家であり、郡の豊富な文化史を表す人工物や記念品を展示している。この建物もアメリカ合衆国国家歴史登録財に指定されている。毎年6月に3日間開催されるライオンズクラブ・「チャンピオンシップ・ロデオ大会は、州内で最も長く続いているロデオと認識され、毎年有名なロデオ・ホットドッグが15,000本以上も消費されている。
世界最大の4輪駆動車による泥地走行大会であるモレンゴ湿地マッドライドが毎年6月の第1週の週末に開催されている。国中から郡北東部のヒーバートにライダーが集まってくる。行事の収益は「ウィッシュ・アイ・クッド」財団に納められる。
コールドウェル郡は学校の活動を学業の成績面でも運動面でも誇り支援ししている。友好的な場所として多くの教会を中心とするコミュニティがあり、人々は積極的な「やればできる」精神でいる。子育てに理想的であり、まら故郷と呼ぶに最適な場所である。

## 地理
アメリカ合衆国国勢調査局に拠れば、郡域全面積は541平方マイル (1,401 km2)であり、このうち陸地529平方マイル (1,370 km2)、水域は11平方マイル (28 km2)で水域率は2.09％である。

### 主要高規格道路
- アメリカ国道165号線
- ルイジアナ州道4号線

### 隣接する郡
- ワシタ郡 - 北
- リッチランド郡 - 北東
- フランクリン郡 - 東
- カタホウラ郡 - 南東
- ラサール郡 - 南
- ウィン郡 - 南西
- ジャクソン郡 - 北西

## 人口動態

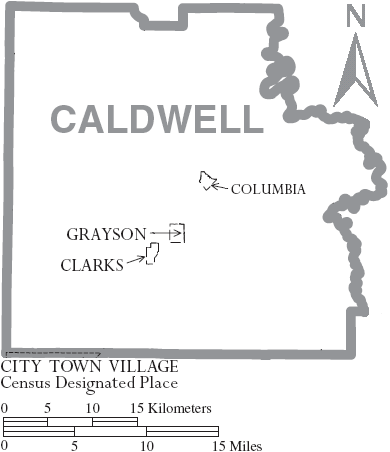
コールドウェル郡図

以下は2000年国勢調査による人口統計データである。
| 基礎データ - 人口: 10,560人 - 世帯数: 3,941 世帯 - 家族数: 2,817 家族 - 人口密度: 8人/km2（20人/mi2） - 住居数: 5,035軒 - 住居密度: 4軒/km2（10軒/mi2） 人種別人口構成 - 白人: 80.43% - アフリカン・アメリカン: 17.90% - ネイティブ・アメリカン: 0.45% - アジア人: 0.14% - その他の人種: 0.47% - 混血: 0.61% - ヒスパニック・ラテン系: 1.49% 年齢別人口構成 - 18歳未満: 24.7% - 18-24歳: 9.6% - 25-44歳: 28.5% - 45-64歳: 23.3% - 65歳以上: 13.9% - 年齢の中央値: 37歳 - 性比（女性100人あたり男性の人口） - 総人口: 103.0 - 18歳以上: 100.2 | 世帯と家族（対世帯数） - 18歳未満の子供がいる: 32.1% - 結婚・同居している夫婦: 55.4% - 未婚・離婚・死別女性が世帯主: 12.6% - 非家族世帯: 28.5% - 単身世帯: 25.4% - 65歳以上の老人1人暮らし: 11.7% - 平均構成人数 - 世帯: 2.50人 - 家族: 2.99人 収入と家計 - 収入の中央値 - 世帯: 26,972米ドル - 家族: 33,653米ドル - 性別 - 男性: 29,677米ドル - 女性: 19,475米ドル - 人口1人あたり収入: 13,884米ドル - 貧困線以下 - 対人口: 21.2% - 対家族数: 17.7% - 18歳未満: 27.1% - 65歳以上: 19.5% |

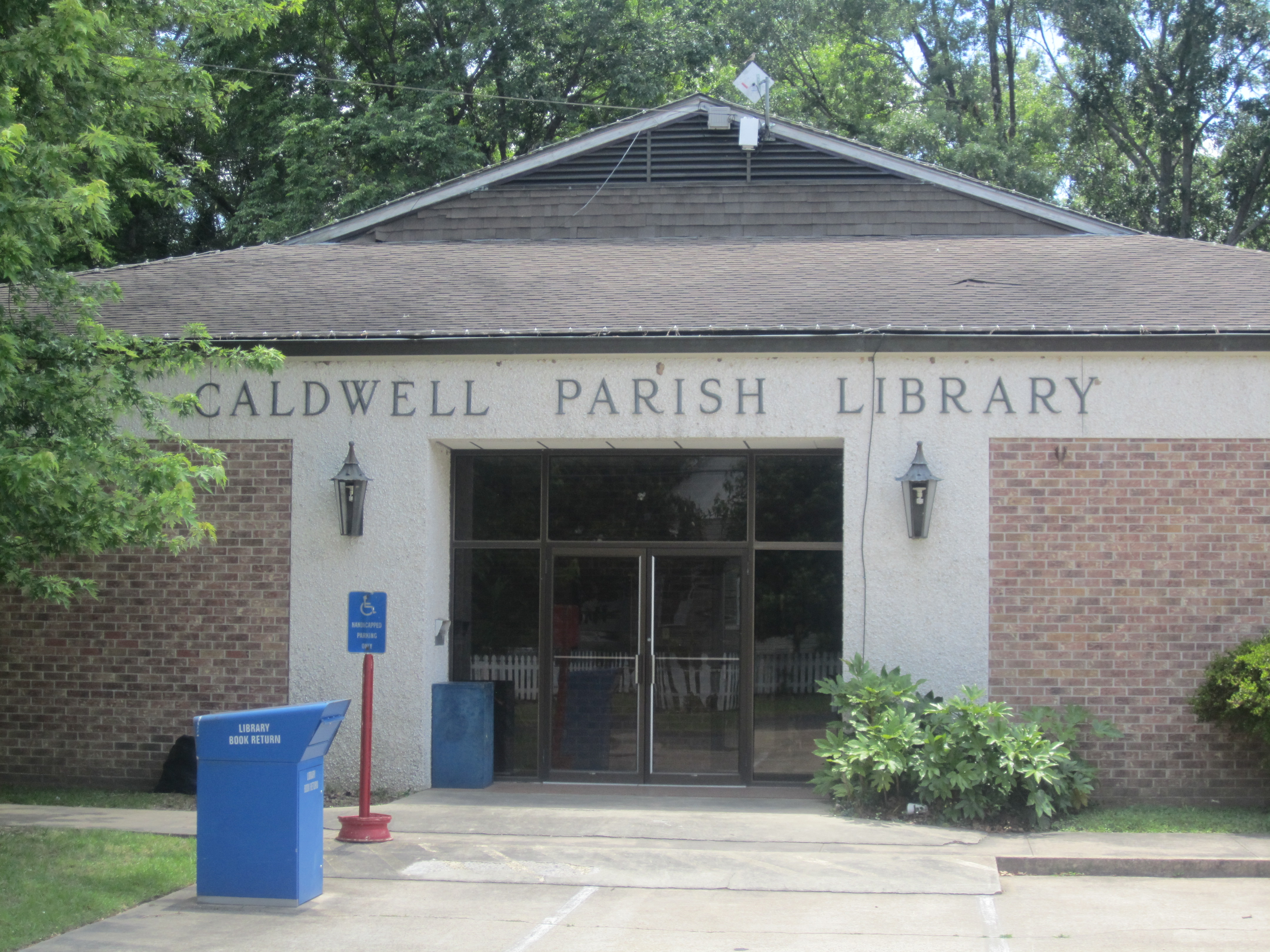
コールドウェル郡図書館、コロンビアの郡庁舎背後にある
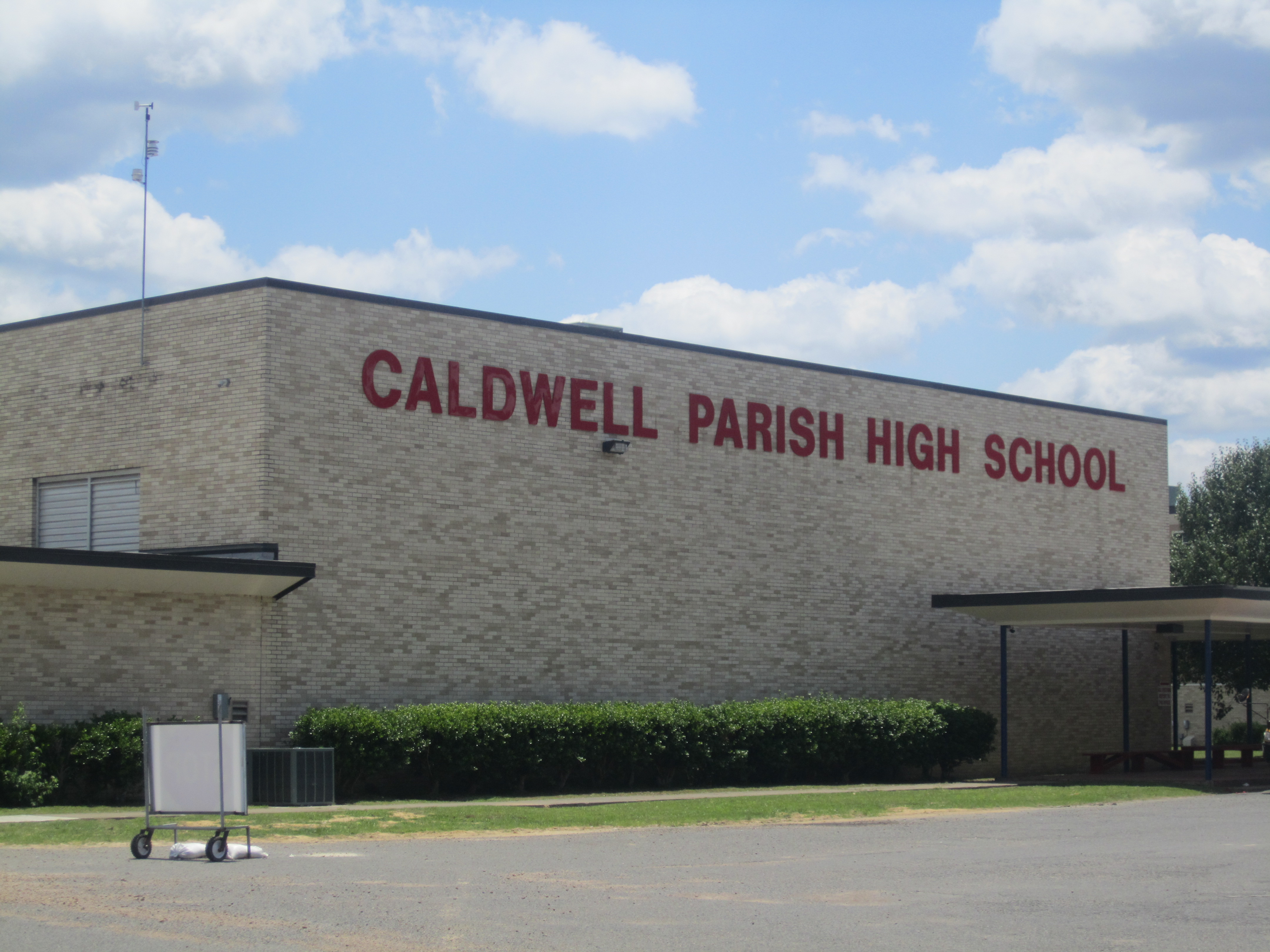
コールドウェル郡高校
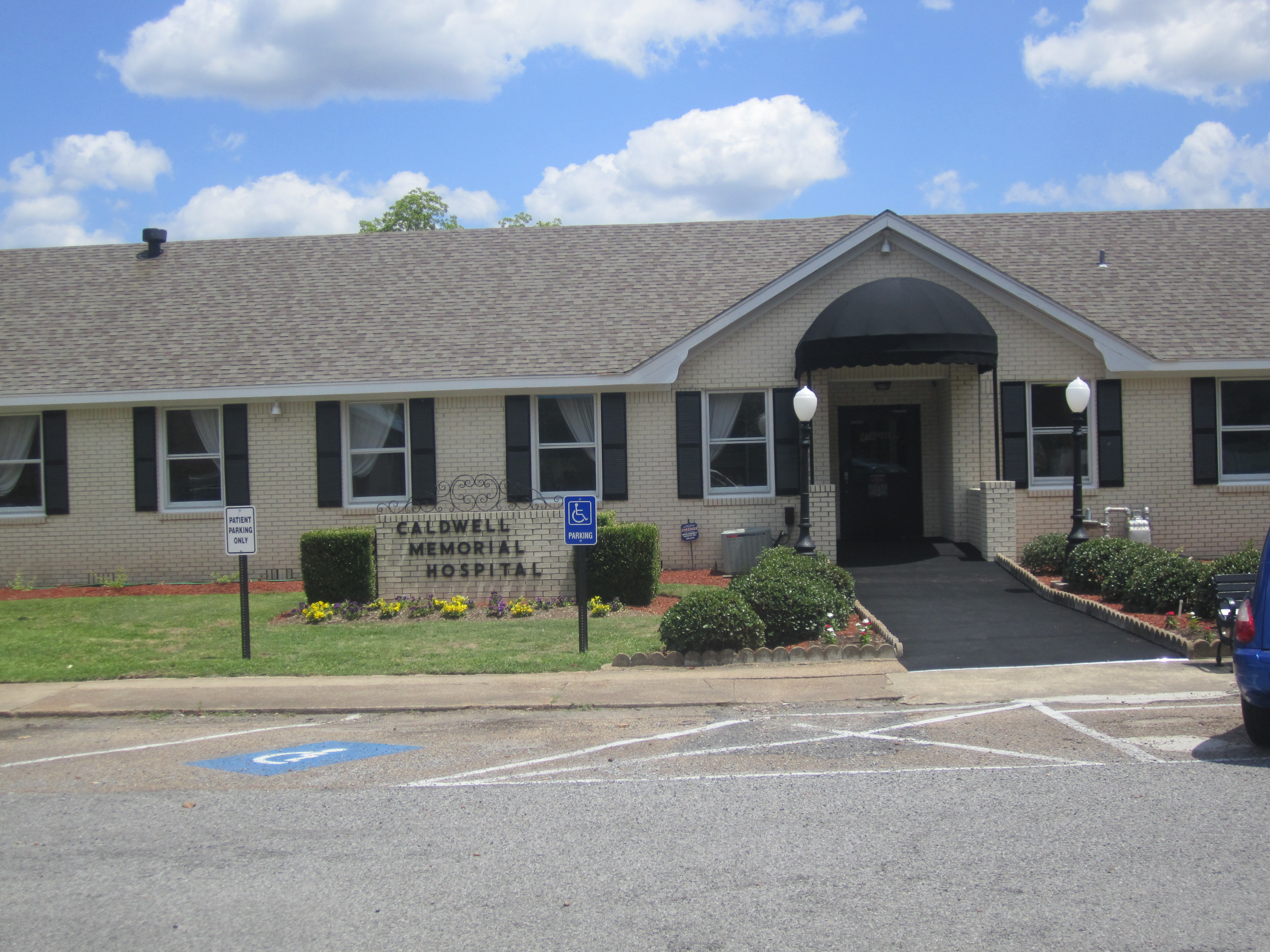
コールドウェル記念病院、コロンビアにある
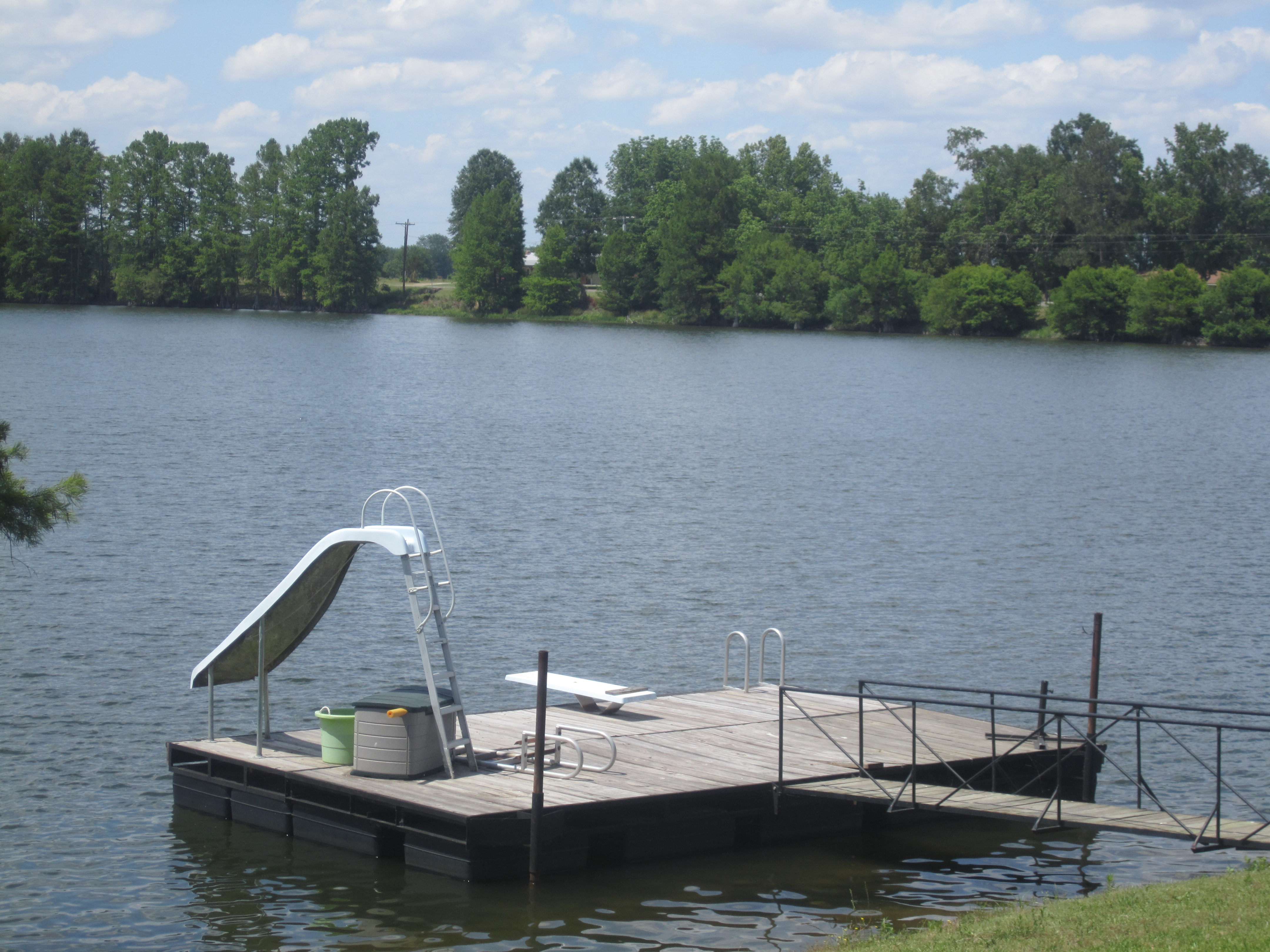
ロング湖、所有者が滑り台と飛び込み板のある桟橋を造った

## 都市と町
- クラークス
- コロンビア - 郡庁所在地
- グレイソン

## 教育
コールドウェル郡教育委員会が地元の公立学校を運営している。小学校3校、中学校1校、高校1校がある。